# Gósfalva
Gósfalva (1899-ig Kosolna, szlovákul Košolná) község Szlovákiában, a Nagyszombati kerületben, a Nagyszombati járásban.

## Fekvése
Nagyszombattól 10 km-re északnyugatra fekszik.

## Története
A régészeti leletek tanúsága szerint területén már az újkőkorban laktak emberek, de kerültek elő tárgyak az i. e. 3800 és 2900 közötti időszakból is.
A település kezdetben királyi birtok volt. A 13. század előtt a magyar királyok székely és besenyő határőröket telepítettek a falu területére, akiket a környező szláv lakosság idegenekként fogadott. A községet írott forrásban 1296-ban Cospolwa alakban említik először. 1332-ben a pápai tizedjegyzékben már említik a falu Jakab nevű papját. Később Vöröskő várának uradalmához és vele a Fuggerek és Pálffyak fennhatósága alá tartozott. 1663. szeptember 3-án váratlanul megtámadta a török és 46 embert gyilkolt meg vagy hurcolt fogságba. 1732-ben felépült a falu mai temploma. 1787-ben 99 házában 544 lakos élt. 1831-ben kolerajárvány sújtotta, mely sok lakos halálát okozta. 1889-ben 84 házában 469-en éltek. 1902-ben felépült az iskola. 1908-ban megalapították a tűzoltó egyesületet.
Vályi András szerint "KOSOLNA. Reszelsdorf. Tót falu Posony Várm. földes Ura G. Pálfy Uraság, lakosai katolikusok, fekszik Szuhának szomszédságában, és annak filiája, határbéli földgye szűk, de jó termékenységű, legelője, és kaszálója tűrhető, jó fejér tserép edényt tsinálnak itten, el adásra alkalmatos módgyok van." 
Fényes Elek szerint "Kosolna, Pozson most F.-Nyitra vmegyében, tót falu, Szuha mellett. Lakja 559 kath., 11 zsidó, kik igen kapós fejér cserép edényeket csinálnak, s azt messze elhordják; róna termékeny határján termeszt sikeres rozsot, buzát, bort. F. u. gróf Pálffy Ferencz. Ut. p. N.-Szombat."
A trianoni békeszerződésig Pozsony vármegye Nagyszombati járásához tartozott. 1930-ban 106 házában 646 lakos élt. Lakói részt vettek a szlovák nemzeti felkelésben.

## Népessége
| Év:            | 1994. | 2004.   | 2014.    | 2024.   |
| -------------- | ----- | ------- | -------- | ------- |
| Emberek száma: | 633   | 680     | 781      | 854     |
| Eltérés:       |       | +7,42 % | +14,85 % | +9,34 % |

| Év:            | 2023. | 2024.   |
| -------------- | ----- | ------- |
| Emberek száma: | 857   | 854     |
| Eltérés:       |       | -0,35 % |

1910-ben 592, túlnyomórészt szlovák lakosa volt.
2001-ben 650 lakosából 648 szlovák volt.
2011-ben 759 lakosából 740 szlovák.

## Nevezetességei
- Szent Kereszt Felmagasztalása tiszteletére szentelt római katolikus temploma 1732-ben épült. 1803-ban megújították.

## Külső hivatkozások
- Hivatalos oldal
- Községinfó
- Gósfalva Szlovákia térképén
- E-obce.sk